# Hârșova
Hârșova è una città della Romania di 10 454 abitanti, ubicata nel distretto di Costanza, nella regione storica della Dobrugia.
Fa parte dell'area amministrativa anche la località di Vadu Oii.
Nell'antichità Hârșova era una città Romana di nome Carsium.